# رود بارا
رود بارا (به پشتو: باړه سیند؛ به اردو: دریائی باڑه) رودخانه ای در خیبر و خیبر پختونخوا پاکستان است. رودخانه بارا از دره تیره بارا تحصیل، خیبر منبع می‌گیرد. سپس به کانال رودخانه کابل که از بند ورشک سرچشمه می‌گیرد می پیوندد و دوباره وارد پیشاور می‌شود. سپس در مسیر شمال شرقی به منطقه نوشیرا سرازیر می‌شود و در نهایت به رودخانه کابل در نزدیکی کمپ کرونا ای اکبرپورا می‌پیوندد. به دلیل ارتفاع زیاد مناطق بسیار محدودی از طریق جاذبه به رودخانه بارا می‌ریزند.